# Afton (wieś w stanie Nowy Jork)
Afton – wieś w Stanach Zjednoczonych, w stanie Nowy Jork, w hrabstwie Chenango.